# 拿坡里都會區

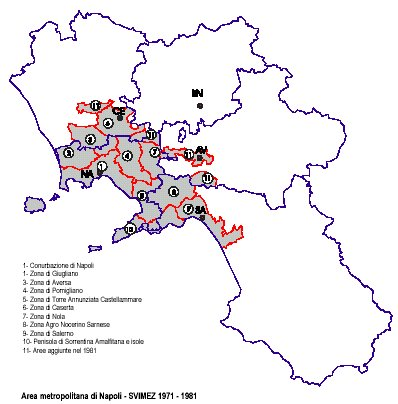

拿坡里都會區（義大利語：Area metropolitana di Napoli）是義大利的一個都會區，中心城市是拿坡里。拿坡里都會區的人口數在義大利居於第二，僅次於米蘭都會區。2007年，拿坡里都會區有人口約371.4萬人。